# Фабрике ди Валико
Фабрике ди Валико (на италиански: Fabbriche di Vallico) е село в централна Италия, в община Фабрике ди Верджемоли, регион Тоскана, провинция Лука. Селото се намира в планинния район, Долината на реката Серкио, на север от административния център Лука. Населението е около 500 души (2007).
До 1 януари 2014 селото е независима община. Старата община се е обединила със селото Верджемоли да създадат новата община.